# Theophilos der Inder
Theophilos der Inder war ein spätantiker christlicher Bischof und Missionar, der um die Mitte des 4. Jahrhunderts wirkte.

## Leben
Viele Details über das Leben des Theophilos sind unbekannt beziehungsweise in der Forschung umstritten. Er stammte womöglich von einer der Inseln vor der Küste des heutigen Somalia, deren Bewohner aufgrund der dort verlaufenden Handelsroute nach Indien (sowie aufgrund der oft in der Antike verbreiteten irrigen Annahme, Indien und Afrika seien über eine Landbrücke verbunden gewesen) auch „Inder“ genannt wurden; möglich ist aber auch eine Herkunft von einer Insel im Indischen Ozean oder dass er ein Blemmyer war.
Von Eusebius von Nikomedia wurde er zum Priester geweiht. Im Auftrag des römischen Kaisers Constantius II. reiste Theophilos, nun Bischof, in den vierziger oder fünfziger Jahren des 4. Jahrhunderts, wohl mit einem größeren Gefolge, zunächst nach Südarabien als Gesandter zu den Himyaren. Er konnte Verträge mit einheimischen Fürsten schließen, einige sogar zum Christentum bekehren und ließ auch Kirchen errichten. Später reiste er nach Vorderindien, wo er maßgeblich an der Reform der Liturgie der dortigen Christen beteiligt gewesen sein soll. Zuletzt gelangte er in das christliche Königreich Aksum im heutigen Äthiopien.
Über die Motive dieser Reisen ist in der Forschung viel gestritten worden. Während manche Gelehrte (z. B. Albrecht Dihle) als Hintergrund missionarische Motive vermuten, etwa eine Ausbreitung bzw. Verstärkung des Einflusses des Arianismus, dem sowohl Constantius II. als auch Theophilos anhingen, sind andere Historiker (z. B. Richard Klein) der Meinung, dass es primär um macht- und handelspolitische Interessen ging, denn zum damaligen Zeitpunkt befanden sich Rom und das neupersische Sassanidenreich im Krieg miteinander. Die Handelsverbindungen nach Osten waren von den Persern weitgehend unterbrochen worden, sodass es nur logisch wäre, wenn der römische Kaiser nach Möglichkeiten gesucht hätte, diese problematische Situation wenigstens teilweise zu seinen Gunsten zu verändern, etwa durch das Zurückdrängen des Einflusses Persiens entlang der Handelsrouten. Letztendlich können aber nur Vermutungen über den wahren Zweck der Reisen des Theophilos angestellt werden.
Wieder zurückgekehrt gewann Theophilos am Kaiserhof an Einfluss. Wenngleich er dem 354 hingerichteten Unterkaiser Constantius Gallus nahestand, geriet er mit seinem Beharren auf einen radikal-arianischen Kurs in Konflikt mit dem Kaiser. Theophilos wurde schließlich nach Herakleia am Pontos verbannt, wo er noch zu Beginn der Regierungszeit von Constantius’ Nachfolger Julian gelebt zu haben scheint.